# コトノ
コトノ（1991年2月18日 - ）は、日本のシンガーソングライター、作詞家。

## 略歴・人物
愛媛県西条市出身。OSM高等専修学校在学中からシンガーソングライターとしての活動を開始。
同校卒業後、2010年に作詞家としてデビューを果たし、現在は作詞家とシンガーソングライターとしての活動を並行して行っている。

## ディスコグラフィー

### シングル
1. Good luck〜ユメノアシアト〜　（2016年2月17日）

### アルバム
1. Around20　（2012年2月1日）
2. ココロパレット　（2015年4月8日）
3. Samurai Spirit　（2016年11月11日）　※ミニアルバム

## 作詞作品
- NYC
  - 「ユメタマゴ」（作曲：馬飼野康二）
- 岡本信彦
  - 「愛の花束」（作曲：河田貴央）
- クリス・ハート
  - 「最後のラブレター」（作曲：坂詰美紗子）
  - 「幸せをみつけられるように」（作曲：Kim Dong Hyeok）＜作詞はKureiとの共作＞
- 寿美菜子
  - 「Startline」（作曲：渡辺拓也）
- スフィア
  - 「虹色の約束」（作曲：渡辺翔）
- TEN6
  - 「TENJINBASHI FOREVER」（作曲：吉永真悟）
- 藤澤ノリマサ
  - 「幸せの旅」（作曲：藤澤ノリマサ）

## 出演

### ラジオ
- コトノノコト（FM愛媛、毎週日曜19:55～20:00　2013年4月 - 2025年3月 ）パーソナリティ